# Vánoce v Itálii

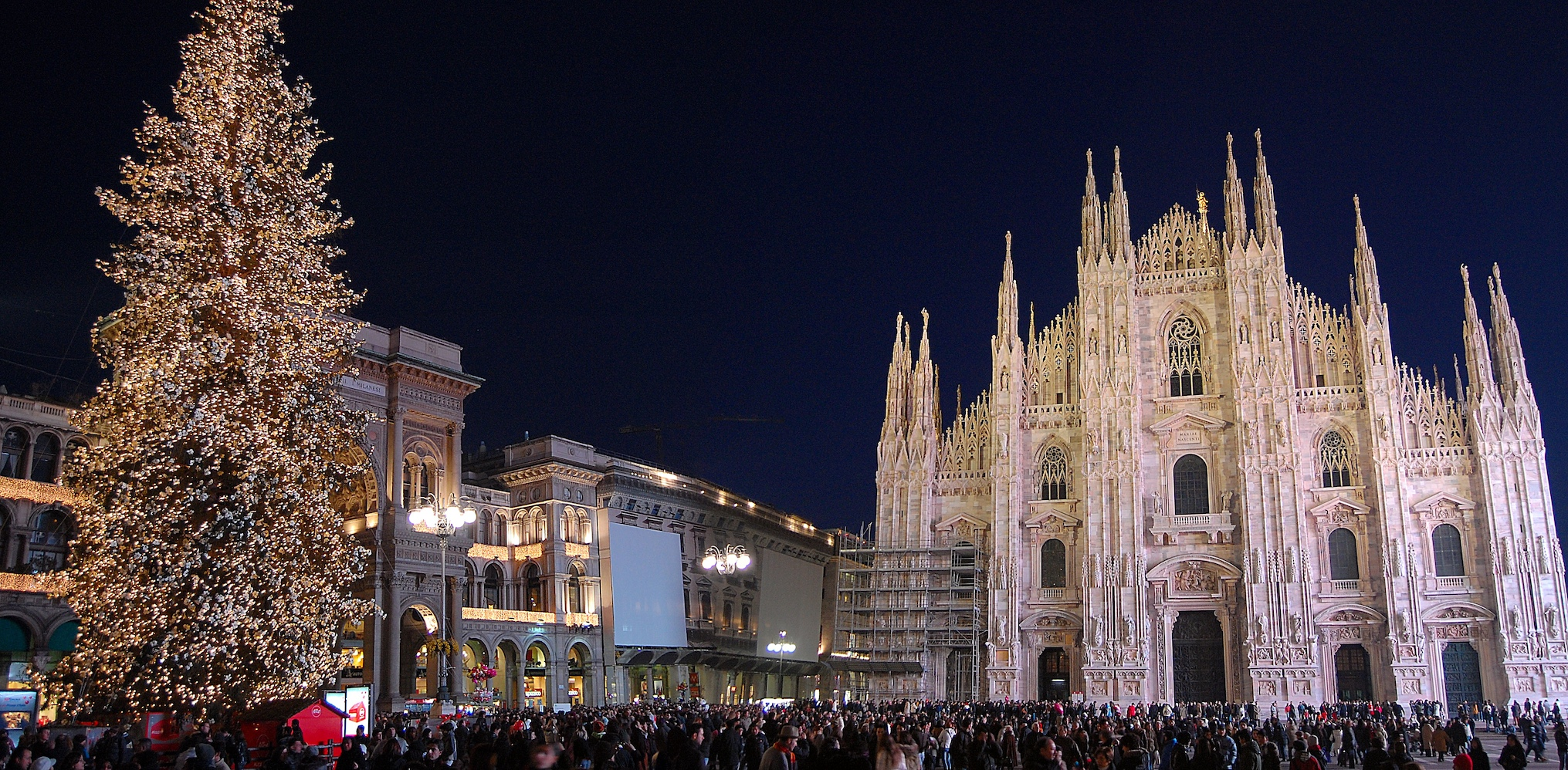
Vánoční Milán

Vánoce v Itálii jsou významným svátkem, neboť se jedná o křesťanskou zemi. Tento svátek se zde slaví podobně jako v jiných oblastech Evropy.

## Štědrý den
Štědrému dni se v Itálii přezdívá Vigilia di Natale a je pro něj typické, že se schází celá rodina. Celý večer vyvrcholí půlnoční mší. Děti tradičně před spánkem nechávají na stolku mléko a sušenky pro dědečka Vánoc Babbo Natale.
Vánoce se v Itálii slaví dne 25. prosince, jemuž se přezdívá Natale. Ráno děti nacházejí pod stromečkem dárky a opět se schází celá rodina. Rodiny v tento den zasedají ke slavnostnímu obědu, který skládá se z několika chodů. Pro každý italský region je typické jiné jídlo. Předkrm se často skládá z prosciutta, sýru a oliv. Typickou polévkou je vývar s plněnými těstovinami a jako hlavní chod se obvykle podává pečený krocan, který může nahradit také jehněčí či kuřecí maso. Ze sladkých pokrmů je typická bábovka s rozinkami a kandovaným ovocem panettone, kterou v severní Itálii nahrazuje jednodušší pandoro.